# Billet origine-destination
Le billet origine-destination est un titre de transport de la gamme tarifaire applicable en Île-de-France, décidée par l'autorité organisatrice des transports, Île-de-France Mobilités.
Ce billet est destiné à des déplacements occasionnels sur les lignes Transilien, RER et les lignes de tramway T2 (en partie) T4, T11, T12 et T13 en dehors de Paris.
Si le point de départ ou d’arrivée du trajet est Paris, ce billet permet de commencer ou de terminer le parcours à n’importe quelle station de métro, train ou RER.
Le prix de ce billet est variable selon l'origine, la destination et l'itinéraire, avec un plafonnement à 5 € pour les tickets vendus à l'unité et 4 € pour ceux vendus en carnets de dix. Il est disponible uniquement sur support en carton.

## Principe tarifaire
Ce billet est destiné à des déplacements occasionnels sur le réseau ferré d'Île-de-France (Transilien et RER), la ligne de tramway T2 entre La Défense et Issy-Val de Seine, et les lignes T4, T11, T12 et T13. Si le point de départ ou d’arrivée du trajet est Paris, ce billet permet de commencer ou de terminer le parcours à n’importe quelle station de métro, ou n'importe quelle gare de train ou RER dans Paris. Tout trajet entre deux gares situées en zone 1 peut en revanche être effectué avec un ticket t+.
Ce billet est utilisable au choix dans le sens aller ou dans le sens retour. Depuis le 1er mars 2022, le prix de ce billet est variable selon l'origine, la destination et l'itinéraire avec un plafond à 5 € à l'unité et à 4 € en carnet de dix, soit le carnet à 40 €. Ainsi, le prix de certains trajets est divisé par deux : par exemple, un voyage de Massy - Palaiseau à Marne-la-Vallée - Chessy coûtait précédemment 10,65 €.
Seuls les trajets au départ ou à destination de l'aéroport de Paris-Charles-de-Gaulle ne sont pas soumis à ce plafond : par exemple, un prix unitaire plein tarif à 11,45 € s'applique pour un trajet de Paris à la gare de l'aéroport Charles-de-Gaulle 2 TGV,.
Le billet origine-destination tarif plein ou tarif réduit (50 % ou 75 %), peut s'acheter au détail ou en carnet. Le carnet se compose de 10 billets, avec une économie de 20 % par rapport au prix du billet à l'unité. Ce billet peut être acheté à l'avance ; non validé, il n'a pas de date limite d'utilisation. Les billets sont valables pour un trajet continu après avoir été validés dans une limite de deux heures.

## Refonte tarifaire
Dans sa séance du 14 septembre 2021, Île-de-France Mobilités a acté « la fin des tarifs différents entre un même point de départ et d'arrivée en fonction du trajet, comme les trajets depuis Massy vers Paris en RER B ou en RER C » grâce à la généralisation à toute l'Île-de-France du Navigo Liberté+ entre 2022 et 2023 et dont le plafond tarifaire mis en place en mars 2022 en est une première étape,.
Ce plan prend du retard puisque la « révolution » de la tarification francilienne entrainant la fin des tickets t+ et origine-destination tels qu'ils existent n'a lieu que le 1er janvier 2025 : un trajet en bus ou en tramway (y compris les lignes T4 et T11 à T13) coûte 2 € tandis qu'un trajet en métro, RER ou Transilien coûte 2,50 € dans toute la région. En parallèle, le forfait Navigo Liberté+ — dont Île-de-France mobilités veut inciter les voyageurs à en privilégier l'usage — est étendu à toute la région, avec des trajets coûtant moins cher qu'avec un titre classique : 1,60 € dans le bus ou le tram et 1,99 € dans le métro, le RER ou le Transilien. Seules exceptions, les trajets vers les aéroports (Orlybus, Roissybus, RER B pour Roissy et ligne 14 pour Orly) conservent un tarif spécial mais désormais unique à 13 €.
La vente du ticket unitaire en format papier disparaîtra fin 2025,. Sa vente reste en effet maintenue au 1er janvier 2025 dans les quelques stations et gares qui ne sont pas encore équipées pour la vente de la carte Navigo Easy.